# Miranda Martino
Miranda Martino, née à Moggio Udinese le 29 octobre 1933, est une chanteuse et actrice italienne.

## Biographie
Né à Moggio Udinese de parents napolitains, Miranda Martino commence une carrière de chanteuse en 1956. En 1957, elle fait ses débuts au festival de Naples et, en 1959, elle fait sa première apparition au festival de Sanremo avec la chanson La vita mi ha dato solo te. Dans la même année, elle obtient son premier succès commercial avec la chanson Stasera tornerò, qui se classe 11e au hit-parade italien. Elle participe aux deux éditions suivantes du festival de Sanremo et, en 1961, trois de ses chansons entrent dans le « top dix » (Erano nuvole, Frenesia et Serenatella co' 'o sì e co' 'o no). En 1963, elle obtient une bonne critique et un succès commercial avec l'album  Napoli,  composé de douze chansons napolitaines ré-arrangées par Ennio Morricone. En 1965, elle fait ses débuts au théâtre  et est moins présente au cinéma.

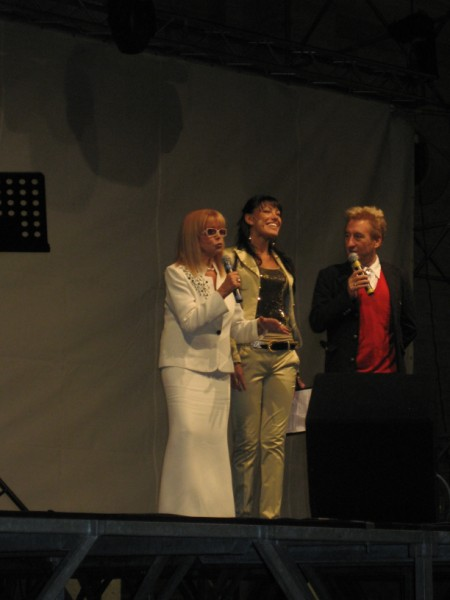
Hommage à Pino Rucher, une vie pour la guitare (Manfredonia). Le critique de musique Dario Salvatori, et la présentatrice, Floriana Rignanese, introduisent Miranda Martino.

Le 5 octobre 2008, Miranda Martino participe à l'événement Omaggio à Pino Rucher, una vita per la chitarra (Hommage à Pino Rucher, une vie pour la guitare), en hommage en l'honneur de Pino Rucher, guitariste à la RAI, douze ans après sa mort.

## Discographie
- 1958 : Moments Magiques À La Capannina di Franceschi
- 1959 : 20 canzoni di Sanremo '59 (avec Nilla Pizzi et Teddy Reno)
- 1959 : Miranda Martino
- 1959 : Napoli '59. Le 20 canzoni del festival (avec Nilla Pizzi, Elio Mauro, Stella Étourdi et Teddy Reno)
- 1959 : Il mio vero amore (EP)
- 1962 : Miranda Martino
- 1963 : Napoli
- 1964 : Le canzoni di sempre
- 1966 : Napoli volume II°
- 1967 : Opérette primo amore
- 1970 : Donna...Amore...Dolore
- 1971 : Passione...
- 1977 : Ottimo Stato
- 1977 : La Valzerite
- 2000 : Napoli mia bella Napoli

## Filmographie
- 1959 : La duchessa di Santa Lucia de Roberto Bianchi Montero
- 1963 : Avventura al motel de Renato Polselli
- 1963 : Canzoni in bikini de Giuseppe Vari
- 1964 : Sedotti e bidonati de Giorgio Bianchi
- 1965 : FBI Operazione Baalbek de Marcello Giannini et Hugo Fregonese
- 1967 : Addio mamma de Irving Jacobs
- 1975 : Paolo Barca, maestro elementare, praticamente nudista de Flavio Mogherini
- 1979 : Gegè Bellavita de Pasquale Festa Campanile
- 1984 : Un amour interdit de Jean-Pierre Dougnac
- 1991 : Americano rosso de Alessandro D'Alatri
- 1998 : Dio c'è!  de Alfredo Arciero
- 1999 : Teste di cocco de Ugo Fabrizio Giordani